# Melanie Gideon
Melanie Gideon, née en 1963 ou 1964 au Rhode Island, est une auteur américaine.

## Biographie
Née en 1963 ou 1964, elle est diplômée de journalisme du Emerson College, elle vit en Californie, à Oakland. Elle est la sœur de la femme politique américaine Sara Gideon.
D'abord autrice de romans pour adolescents, elle publie ensuite deux ouvrages à caractère autobiographique, The Slippery Year, distingué comme le meilleur ouvrage de l'année 2009 par le San Francisco Chronicle, et Wife 22, tous deux traduits en français par Séverine Quelet sous les titres L'Année en pente douce et La Vie romantique d'Alice B. En 2016, elle publie un roman fanstastique, Valley of the Moon.

## Œuvres

### Romans
- 2021 : Did I say you could go
- 2016 : Valley of the Moon[6]
- 2012 : Wife 22[7]
- 2009 : The Slippery Year : a Meditation on Happily Ever After[8]

#### Romans pour adolescents
- 2006 : Pucker[9]
- 2003 : The Map That Breathed[10]
- 1994 : The Girl Who Swallowed the Moon

### Traductions en français
- 2012 : L'Année en pente douce, traduction de The Slippery Year par Séverine Quelet, éd. 10/18, 260 pages.
- 2012 : La Vie romantique d'Alice B., traduction de Wife 22 par Séverine Quelet, éd. Fleuve noir, 496 pages[11].